# Großurleben
Großurleben ist ein Ortsteil der Gemeinde Urleben im Unstrut-Hainich-Kreis in Thüringen.

## Geografie
Großurleben liegt 5,4 Kilometer westlich vom Ortsende Bad Tennstedts in Richtung Bad Langensalza etwas abseits von der L 3176 an der L 2127 Großvargula–Kirchheilingen im fruchtbaren Ackerbaugebiet des Thüringer Beckens. Durch den Ort fließen der aus Sundhausen kommende Borntalsbach und der aus Tottleben kommende Dorfbach, die sich am östlichen Ortsrand zusammen fließen. Der Bach vereint sich nach 1,57 km mit dem aus Kleinurleben kommenden Klunkerbach zum Seltenraingraben. Dieser wiederum nennt sich ab Bad Tennstedt Öde und mündet in Straußfurt in die Unstrut.

## Geschichte
Die urkundlich nachgewiesene Ersterwähnung für Großurleben fand nach den Unterlagen 802–817 statt. Die Siedlung Urleben gehörte ab 1261 zum Streubesitz von Kloster Beuren im Eichsfeld. Ein Wirtschaftshof des Klosters bildete den Verwaltungsmittelpunkt des Ortes.
Urleben teilte sich später in die eigenständigen Orte Großurleben und Kleinurleben. 
Im Bauernkrieg gingen die Urlebener Bauern zum Weberstedter Haufen und waren an der Erstürmung der Burg Gräfentonna beteiligt. Als Grundherren für beide Orte traten die Herren von Berlepsch in Erscheinung, diese waren von 1571 bis 1848 Besitzer des Rittergutes Hausurleben. Großurleben gehörte bis 1815 zum kursächsischen Amt Langensalza und nach seiner Abtretung an Preußen von 1816 bis 1944 zum Landkreis Langensalza in der Provinz Sachsen.
Am 20. Mai 1974 wurden die Gemeinden Großurleben und Kleinurleben zur neuen Gemeinde Urleben zusammengeschlossen.